# Wabarra pallida
Wabarra pallida là một loài nhện trong họ Amaurobiidae.
Loài này thuộc chi Wabarra. Wabarra pallida được Hugh Davies miêu tả năm 1996.